# Dragan Đokanović
Dragan Đokanović (en serbi:Драган Ђокановић), (Sarajevo, 1958), és un polític serbi de Bòsnia, doctor de medicina. És el president del Partit Democratic dels Federalistes.